# Mattias Enn
Mattias Bertil Enn Nilsson,, sedan 1998 känd som Mattias Enn, född den 25 april 1973 i Nacka, är en svensk sångare.

## Biografi
Mattias Enn (Nilsson) växte upp i Nacka utanför Stockholm och i Ålem i Småland. Han vann China-Teaterns och Wallmans talangjakt 1992 och debuterade 1993 på Mosebacke Etablissement i Stockholm med sin musikal I skuggan av en stövel om Zarah Leander och Sverige. Senare har han gjort föreställningar kretsande kring bland annat franska chansoner, Karl Gerhard, Jules Sylvain och Cole Porter. 
Enn ägnar sig åt romantisk underhållningsmusik med texter ur revyer, musikaler och filmer från Sverige och övriga Europa samt USA under 1900-talet, främst åren 1900–1950. Han skivdebuterade 1998 och har turnerat i Sverige, Finland och USA. 
Mattias Enn är även verksam som kuplettförfattare, illustratör och kåsör under pseudonymen Tabasco.

## Föreställningar och turnéer

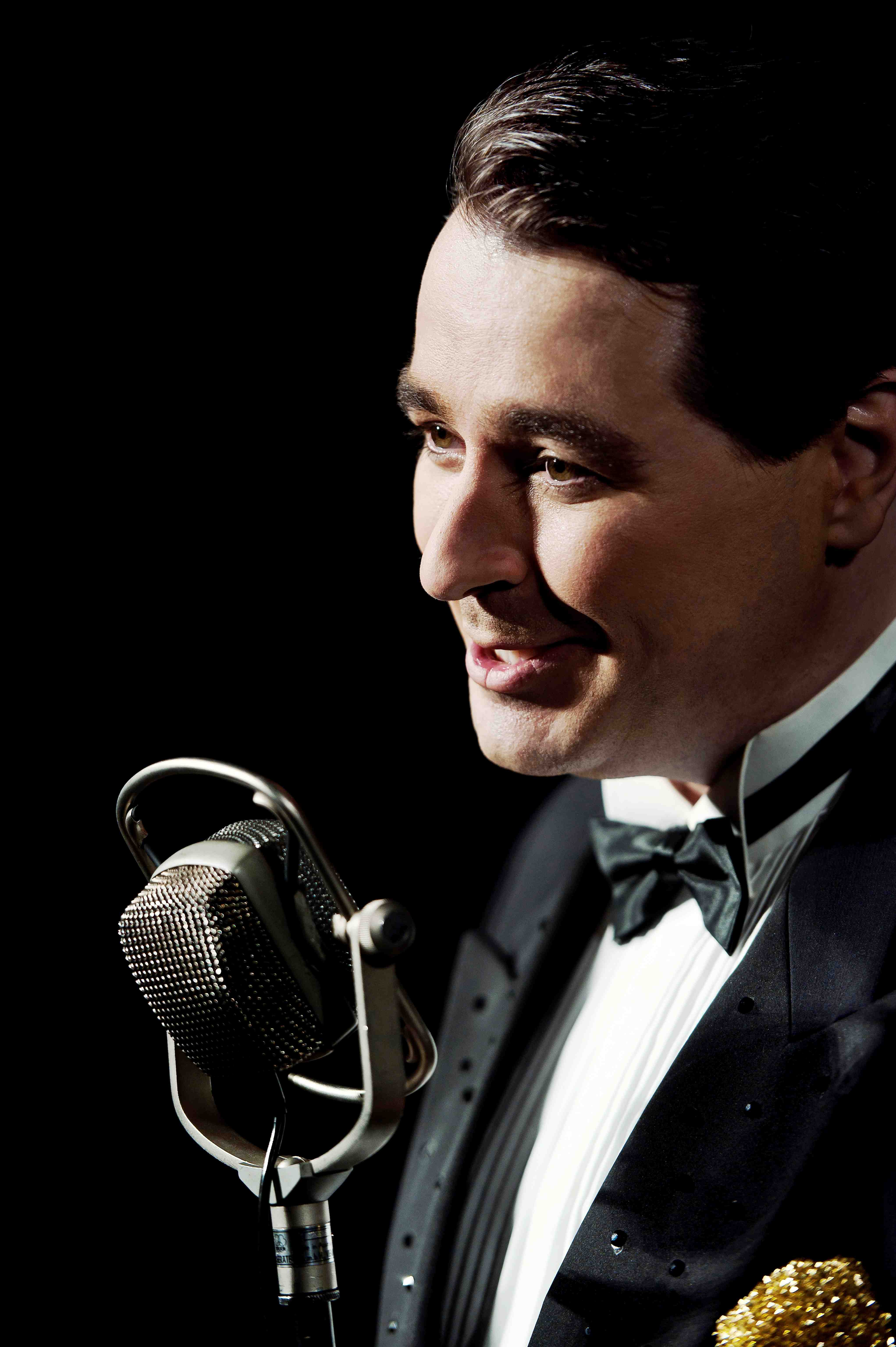
Mattias Enn (2012)

### 2000-talet
Sommaren 2007 medverkade Enn i Allsång på Skansen i SVT med anledning av Zarah Leanders 100-årsjubileum. I oktober samma år gav han en konsert med texter av Karl Gerhard i Konserthuset, med Meg Westergren som konferencier. År 2008 inleddes ett samarbete med Succéorkestern Astoria från Eskilstuna som resulterade i en ny cd och en Jules Sylvain-konsert i Konserthuset i mars 2008 med Anders Eldeman som konferencier. Föreställningen gavs även på Nybrokajen 11 i Stockholm samt gick på turné sommaren och hösten 2008.
Våren 2009 gav Enn lunchkonserter på Dansmuseet i Stockholm, Vykort från Paris. Under året turnerade han med programmet Ett sekel av revyer – från Rolf till Ramel i stora delar av Sverige. Han framträdde med Karl Gerhard-kupletter inför Carl XVI Gustaf, drottning Silvia och kronprinsessan Victoria på Stockholms slott. Under året hyllade Enn även 80-årsminnet av Zarah Leanders debut 1929 med konserter i Risinge och Borås. 

### 2010-talet
Våren 2010 gavs en ny serie lunchkonserter på Dansmuseet, denna gång med tema Wonderful Copenhagen. Samma år fick Mattias Enn Zarah Leander-stipendiet, som delades ut för tredje året i rad av Zarah Leander-sällskapet. Sommaren och hösten 2010 gavs ett antal minneskonserter över Brita Borg tillsammans med Gunwer Bergkvist och under hösten 2010 turnerade han med föreställningen Ett sekel av revyer i regi av Riksteatern, ett femtiotal föreställningar runt om i Sverige.
Våren 2011 gav Mattias Enn en serie lunchkonserter på Dansmuseet, I Magos gästbok. På hösten gavs föreställningen Ljuva sextital – schlager, sång och sväng med Mattias Enn och Succéorkestern Astoria. Våren 2012 hade han premiär på ett italienskt program på Dansmuseet, La Strada dell’Amore, och på hösten turnerade han återigen med Riksteatern. Denna gång hette programmet Den förste turisten i Europa och handlade om kabaré- och revylivet i Berlin, London och Paris mellan och efter världskrigen. Manus av Mattias Enn och med regi av Anders Aldgård. Han utnämndes också till Årets hedersmedlem av Jules Sylvain-Sällskapet.  Våren 2013 var temat för lunchkonserterna Melodier från Wien. På hösten samma år genomförde Mattias Enn en stor turné i egen regi till ett 50-tal platser från Ystad till Haparanda. Turnén avslutades på Stora Teatern i Göteborg den 8 december. Det gavs även en serie lunchkonserter på Stadsteatern i Göteborg, Den gamla Filmstaden, som byggde på Jules Sylvains musik. Programmet för 2014 omfattade lunchkonserter på Dansmuseet i Stockholm (Tjugo år tror jag visst att jag var och Den förste turisten i Europa) och på Stadsteatern i Göteborg (Den förste turisten i Europa). Dessutom två konserter med Succéorkestern Astoria i Stockholm (Säg det i toner med musik av Sylvain) och föreställningar runtom i landet, främst med Ett sekel av revyer.
Inför 2015 skrev Mattias Enn föreställningen Svenska Amerika Linien – de flytande palatsen på Atlanten och var på turné med Riksteatern under hösten 2015. Turnén fortsatte under hösten 2016 på 43 platser i Sverige. I Kvinnan bakom allt spelades en pjäs om starka kvinnor inom svensk teater och film, med premiär på Dansmuseet våren 2016 på Klara Soppteater under hösten 2016 och våren 2017. Mattias Enn berättade om Tollie Zellman, Inga Tidblad, Julia Caesar och andra kvinnor.
Sommaren 2017 uppträdde Enn med Stockholm! Staden som växer på Parkteatern i Stockholm.
En föreställning med namnet Värp först och kackla sen! hade premiär 6 april 2018 på Klara Soppteater i Stockholm, och fortsatte med en turné under våren och hösten 2018.
En ny föreställning av och med Mattias Enn med premiär 28 mars 2019 handlar om operettprimadonnan Ulla Sallert. 
Sedan 2014 arbetar Mattias Enn sommartid som guide vid Birgit Nilsson Museum i Västra Karup. Mattias Enn har vid flera tillfällen medverkat i podden Snedtänkt med Kalle Lind.

### 2020-talet
2020–2021 började En att studera spanska och svenska på Stockholms universitet. 2022 hade han premiär på sin föreställning Povels Prima Donnor inför 100-årsjubileet av Povel Ramel som handlar om Brita Borg, Gunwer Bergkvist, Wenche Myhre, Birgitta Andersson och Monica Zetterlund.

## Diskografi
- Mattias Enn (1998)
- Sophisticated (2006)
- Zarah Leander (2007)
- Det fanns ett Stockholm (2007)
- Förgyll vad du kan förgylla (2007)
- Vintergatan (2007)
- Jules Sylvain (2008)
- Andliga väsen (2008)
- Vykort från Paris (2009)
- Brev från Helsingfors (2010)
- Wonderful Copenhagen (2010)
- Brita Borg – Banne mig (2010)
- I Magos gästbok (2011)
- Ljuva 60-tal (2011)
- Den saltaste bönan i stan (2012)
- La strada dell'amore (2012)
- Den förste turisten i Europa (2012)
- Svenska Amerika Linien (2016)
- Två sidor av Bode (2022)